# Jean-Baptiste de Cupis de Camargo
Jean-Baptiste de Cupis de Camargo   (àrea metropolitana de Brussel·les, 23 de novembre de 1711 - París, 30 d'abril de 1788) fou un violinista i compositor virtuós, malgrat nascut a Brussel·les, es considera francès.

## Biografia
Era fill de Ferdinand-Joseph de Cupis Camargo, professor de violí i mestre de dansa de la rue de la Montagne a Brussel·les, i d'Anne de Smet. Era germà de la famosa ballarina Marie-Anne de Camargo i del violoncel·lista François Cupis de Renoussard. Es va establir a París on es va casar amb Constance Dufour, filla d'un burgès de París, que el va convertir en el pare de dos nois, Jean-Baptiste i Marc-Suzanne-Jean.
Compositor, va ser sobretot un dels virtuosos més famosos del seu temps. Sovint ha actuat com a solista al "Concert Spirituel". Això li va permetre adquirir el 1750 el lloc de lloctinent del Parc Reial de Vincennes, així com la capitania de la Royal Garenne. També va poder adquirir una casa anomenada "Le Chenil" amb terrenys adjacents al parc. Després va viure com un cavaller, dedicant-se a perfeccionar el cultiu dels préssecs, una zona on va adquirir una nova fama.

## Obres
- op.1 Sonates per a violí sol amb baix continu (1738)
- op.2 Sonates per a violí sol amb baix continu (1742). La primera sonata conté el "Menuet Cupis" publicat amb freqüència.
- op.3 Sis simfonies en quatre parts (vers 1745)

## La seva genealogia
- I) Alexandre Cupis, àlies Camargo, lloctinent d'una companyia de cuirassers, provat el 8 d’abril de 1617, es va casar amb Elisabeth Lejeune, dama de la Baillerie. Dont:
- a) Thierry de Cupis, àlies Camargo, que va morir el 21 de gener de 1675, es va casar amb Anne-Dorothée Le Gros: són els avantpassats dels membres de Cupis de Camargo dels llinatges de Brussel·les.
- b) Jean de Cupis, àlies Camargo, que segueix sota II.
- II) Jean de Cupis, àlies Camargo, que va morir el 17 de setembre de 1658, es va casar amb Anne d'Herville, filla de Louis i Jeanne van Gindertaelen, dama d'Operseel i Osselt.
- III) Michel de Cupis, àlies Camargo, que va morir el 1686, es va casar amb Marie Douwe.
- IV) Ferdinand-Joseph de Cupis, àlies Camargo, nascut el 29 de febrer de 1684, mort el 19 de març de 1757, es va casar amb Marie-Anne de Smet, de la qual, entre quatre fills:
- V a) Marie-Anne de Cupis de Camargo, nascuda el 15 d'abril de 1710 i morta el 28 d'abril de 1770, la famosa ballarina.
- V b) Jean-Baptiste de Cupis de Camargo, nascut el 23 de novembre de 1711, mort el 1788, músic, marit de Constance Dufour.